# ميشيل فيرارا
ميشيل فيرارا هو لاعب كرة قدم إيطالي في مركز الدفاع، ولد في 13 مايو 1993 في كانوسا دي بوليا في إيطاليا.

## وصلات خارجية
- ميشيل فيرارا على موقع قاعدة بيانات كرة القدم.إي يو (الإنجليزية)
- ميشيل فيرارا على موقع Soccerway.com (الإنجليزية)
- ميشيل فيرارا على موقع عالم كرة القدم.نت (الإنجليزية)